# 單含
單含，山东高密县人，清朝政治人物、生员出身。
生员出身。雍正元年，擔任山西介休縣知縣。